# NASCAR Winston Cup Series 1993
Sezon 1993 NASCAR – 23. edycja NASCAR Winston Cup Series. Rozpoczęła się 16 lutego na torze Daytona International Speedway w Daytona Beach, a zakończyła 15 listopada na torze Atlanta Motor Speedway w Hampton. Zwyciężył Dale Earnhardt z dorobkiem 4526 pkt (6 zwycięstw), zdobywając swój szósty tytuł mistrzowski. W sezonie rozegrano 30 wyścigów. Mistrz sezonu 1992 Alan Kulwicki, zginął 1 kwietnia w wypadku awionetki koło lotniska Tri-Cities w Blountville, trzy dni przed wyścigiem Food City 500. Zwycięzca wyścigu Rusty Wallace uczcił Alana Kulwickiego wykonując jego słynne "Polish Victory Lap", polegające na przejechaniu okrążenia honorowego pod prąd.

## Kalendarz i zwycięzcy
| #  | Data            | Nr wyścigu | Tor                 |                 |                     |                 |
| 1  | 14 lutego       | 1          | Daytona             | Dale Jarrett    | Dale Earnhardt      | Geoffrey Bodine |
| 2  | 28 lutego       | 2          | Rockingham          | Rusty Wallace   | Dale Earnhardt      | Ernie Irvan     |
| 3  | 7 marca         | 3          | Richmond            | Davey Allison   | Rusty Wallace       | Alan Kulwicki   |
| 4  | 20 marca        | 4          | Atlanta             | Morgan Shepherd | Ernie Irvan         | Rusty Wallace   |
| 5  | 28 marca        | 5          | Darlington          | Dale Earnhardt  | Mark Martin         | Dale Jarrett    |
| 6  | 4 kwietnia      | 6          | Bristol             | Rusty Wallace   | Dale Earnhardt      | Kyle Petty      |
| 7  | 18 kwietnia     | 7          | North Wilkesboro    | Rusty Wallace   | Kyle Petty          | Ken Schrader    |
| 8  | 25 kwietnia     | 8          | Martinsville        | Rusty Wallace   | Davey Allison       | Dale Jarrett    |
| 9  | 2 maja          | 9          | Talladega           | Ernie Irvan     | Jimmy Spencer       | Dale Jarrett    |
| 10 | 16 maja         | 10         | Infineon            | Geoffrey Bodine | Ernie Irvan         | Ricky Rudd      |
| 11 | 30 maja         | 11         | Charlotte           | Dale Earnhardt  | Jeff Gordon         | Dale Jarrett    |
| 12 | 6 czerwca       | 12         | Dover               | Dale Earnhardt  | Dale Jarrett        | Davey Allison   |
| 13 | 13 czerwca      | 13         | Pocono              | Kyle Petty      | Ken Schrader        | Harry Gant      |
| 14 | 20 czerwca      | 14         | Michigan            | Ricky Rudd      | Jeff Gordon         | Ernie Irvan     |
| 15 | 3 lipca         | 15         | Daytona             | Dale Earnhardt  | Sterling Marlin     | Ken Schrader    |
| 16 | 11 lipca        | 16         | New Hampshire       | Rusty Wallace   | Mark Martin         | Davey Allison   |
| 17 | 18 lipca        | 17         | Pocono              | Dale Earnhardt  | Rusty Wallace       | Bill Elliott    |
| 18 | 25 lipca        | 18         | Talladega           | Dale Earnhardt  | Ernie Irvan         | Mark Martin     |
| 19 | 8 sierpnia      | 19         | Watkins             | Mark Martin     | Wally Dallenbach Jr | Jimmy Spencer   |
| 20 | 15 sierpnia     | 20         | Michigan            | Mark Martin     | Morgan Shepherd     | Jeff Gordon     |
| 21 | 28 sierpnia     | 21         | Bristol             | Mark Martin     | Rusty Wallace       | Dale Earnhardt  |
| 22 | 5 września      | 22         | Darlington          | Mark Martin     | Brett Bodine        | Rusty Wallace   |
| 23 | 11 września     | 23         | Richmond            | Rusty Wallace   | Bill Elliott        | Dale Earnhardt  |
| 24 | 19 września     | 24         | Dover               | Rusty Wallace   | Ken Schrader        | Darrell Waltrip |
| 25 | 26 września     | 25         | Martinsville        | Ernie Irvan     | Rusty Wallace       | Jimmy Spencer   |
| 26 | 3 października  | 26         | North               | Rusty Wallace   | Dale Earnhardt      | Ernie Irvan     |
| 27 | 10 października | 27         | Charlotte           | Ernie Irvan     | Mark Martin         | Dale Earnhardt  |
| 28 | 24 października | 28         | Rockingham Speedway | Rusty Wallace   | Dale Earnhardt      | Bill Elliott    |
| 29 | 31 października | 29         | Phoenix             | Mark Martin     | Ernie Irvan         | Kyle Petty      |
| 30 | 14 listopada    | 30         | Atlanta             | Rusty Wallace   | Ricky Rudd          | Darrell Waltrip |